# بطولة أوروبا للألعاب المائية 1977
بطولة أوروبا للألعاب المائية 1977 هو الموسم الـ 14 من بطولة أوروبا للألعاب المائية، عقد في الفترة 14–21 أغسطس من 1977، وجرت المنافسات في مدينة يونشوبينغ، السويد، ونظمت من قبل الاتحاد الأوروبي للسباحة.

## النتائج
| م        | الذهبية         | الفضية           | البرونزية       |
| -------- | --------------- | ---------------- | --------------- |
| الفائزين | ألمانيا الشرقية | الاتحاد السوفيتي | ألمانيا الغربية |